# Primo Volpi
Primo Volpi (Castiglione d'Orcia, Toscana, 25 de abril de 1916 - Empoli, 29 de noviembre de 2006) fue un ciclista italiano que fue profesional entre 1938 y 1956, consiguiendo 43 victorias, entre las cuales destaca la Volta a Cataluña de 1951 y una etapa en el Giro de Italia de 1940.

## Palmarés
1940
- 1 etapa del Giro de Italia

1943
- Turín-Biella

1945
- 1 etapa del Giro de las Cuatro Provincias

1949
- 1 etapa en el Giro de Sicilia
- 1 etapa en el Giro del Lazio

1950
- 1 etapa del Tour de Argelia

1951
- Volta a Cataluña , más 1 etapa
- Giro de Sicilia, más 2 etapas
- Gran Premio Pontremoli

1952
- Coppa Bernocchi
- Coppa Sabatini
- 1 etapa del Gran Premio del Mediterráneo

1953
- Coppa Sabatini
- Circuito del Valle del Liri
- Gran Premio Ceramisti a Ponzano Magra
- Trofeo del Uno.V.I.
- 1etapa al Giro de Sicilia

1954
- Vuelta en Europa, más una etapa
- 1 etapa a la Vuelta a Suiza

1956
- 1 etapa a la Vuelta a Asturias

### Resultados al Giro de Italia
- 1940. 21.º de la clasificación general. Vencedor de una etapa
- 1946. 10.º de la clasificación general
- 1947. Abandona
- 1948. 5.º de la clasificación general
- 1949. 17.º de la clasificación general
- 1950. 38.º de la clasificación general
- 1952. 36.º de la clasificación general
- 1953. 25.º de la clasificación general
- 1954. 21.º de la clasificación general
- 1955. 36.º de la clasificación general

### Resultados al Tour de Francia
- 1947. 23.º de la clasificación general
- 1948. 27.º de la clasificación general